# Folk Development Colleges
Folk Development College, FDC, (Vyuo vya Maendeleo ya Wananchi, VMW) är en skolform i Tanzania riktad till vuxna och skapad efter svensk folkhögskolemodell.

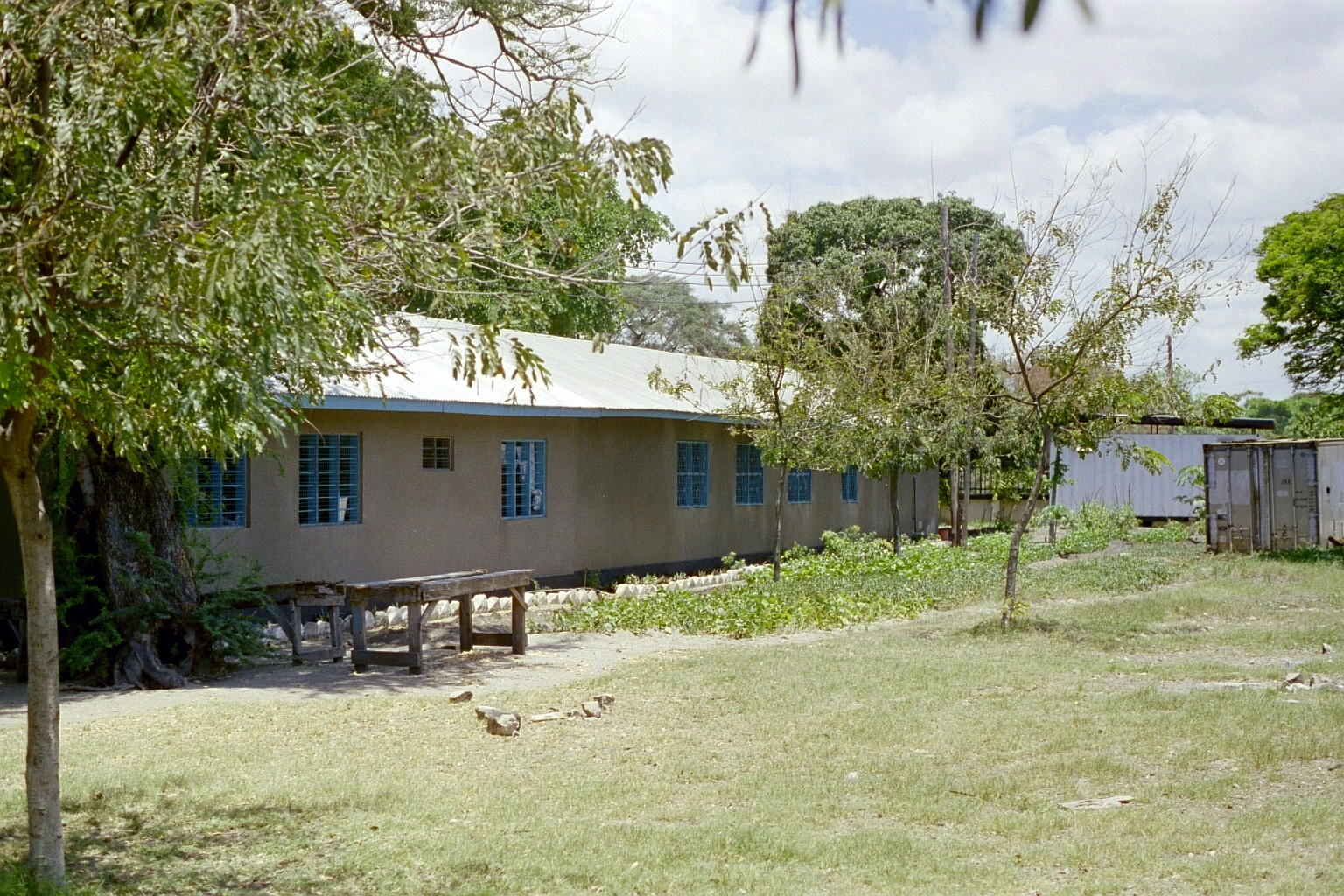
Arnautoglu Folk Development College i Dar es Salaam, Tanzania.

## Historik
Efter Tanzanias självständighet 1961 fanns ett stort behov av att rikta utbildningsinsatser mot den vuxna delen av befolkningen. Först fick Ministry of Regional Administration and Rural Development ansvar för vuxenutbildningen I landet och från 1970 hamnade ansvaret hos Ministry of National Education.
Första målet för vuxenutbildningen var att utplåna analfabetismen i landet fram till år 1975. Man startade ett antal vuxenutbildningscenter, öppnade bibliotek och erbjöd utbildningsprogram via tidningar och radio. Den andra fasen var att befästa de uppnådda resultaten. Efter en direkt önskan från president Julius Nyerere utvecklades en särskild form för vuxenutbildningen i samarbete med SIDA med de svenska folkhögskolorna som modell. Detta ledde till etablerandet av Folk Development Colleges, FDCs, 1975. En förklaring till de goda kontakterna med Sverige var läraren och Tanzanias förste utbildningsminister efter självständigheten Barbro Johansson.
FDC var menade att fungera som center för vuxenutbildning, kooperation, socialism och landsbygdsutveckling och var statligt ägda till skillnad från de svenska folkhögskolorna. Man skulle också erbjuda kurser till byledare som verkade för olika utvecklingsprojekt. Målet var att etablera en FDC i varje distrikt fram till 1980. Under 1980-talet genomgick Tanzania ett strukturanpassningsprogram vilket bland annat ledde till att flerpartisystem infördes 1992. I samband med detta överfördes ansvaret för FDC till Ministry of Community Development Children and Gender. SIDA gav finansiellt stöd till skolorna fram till 1996. I samband med att SIDA avslutade stödet gick ett antal svenska folkhögskolor in och knöt vänskoleband med tanzaniska FDC.
År 1980 bildades Karibu Sweden på initiativ från personer inom svensk folkbildning med mål att verka för erfarenhetsutbyte mellan folkhögskolor och FDCs. Tio år senare, 1990, bildades Karibu Tanzania Association, KTA, (sedan 2017 Karibu Tanzania Organization, KTO), som är en icke-statlig organisation, NGO, och fungerar som paraplyorganisation för FDCs i Tanzania. De båda systerorganisationerna har ett tätt samarbete.

## FDC idag
FDC riktar sig till vuxna deltagare med målet att de ska utveckla kunskaper inom samhälle, engelska, swahili, matematik etc och färdigheter som gör det möjligt för dem att starta eget och bli självständiga inom verksamheter som bland annat jordbruk, sömnad, snickeri, mureri och matlagning.
Skolorna har långa och korta kurser samt så kallade Outreach courses. De långa kurserna riktar sig framförallt till unga vuxna vilka har grund- eller gymnasieskola bakom sig och som bor på skolornas internat. År 2010 hade de långa kurserna cirka 5000 deltagare. De korta kurserna och Outreach courses riktar sig till människor ute på landsbygden med erbjudanden om kurser som dessa själva upplever att de är i behov av och också till dem som inte har möjlighet att lämna sin hembygd av olika skäl. Det kan vara att de är funktionshindrade, gamla eller har ansvarsfulla positioner i de samhällen de verkar och som de inte kan lämna. Skolan kommer då ut till dem. År 2010 hade FDCs runt 12 500 deltagare på dessa kurser samt ytterligare runt 13 000 deltagare i samarbete med andra utbildningsanordnare.
En grundsten för FDC har sedan starten 1975 varit praktisk demokrati samt samhällsutveckling och idag arbetar skolorna med bland annat jämställdhetsfrågor och kunskaper om HIV inom ramen för Agenda 2030. Många av FDC har också Mama Courses vilka ger möjlighet för unga ensamma mödrar att studera på skolorna och samtidigt vara med sina barn som också bor på internaten.
Idag (2018) finns 55 FDC i Tanzania som 2017 flyttats till Ministry of Education Science and Technology. Svensk vänskola inom parentes.

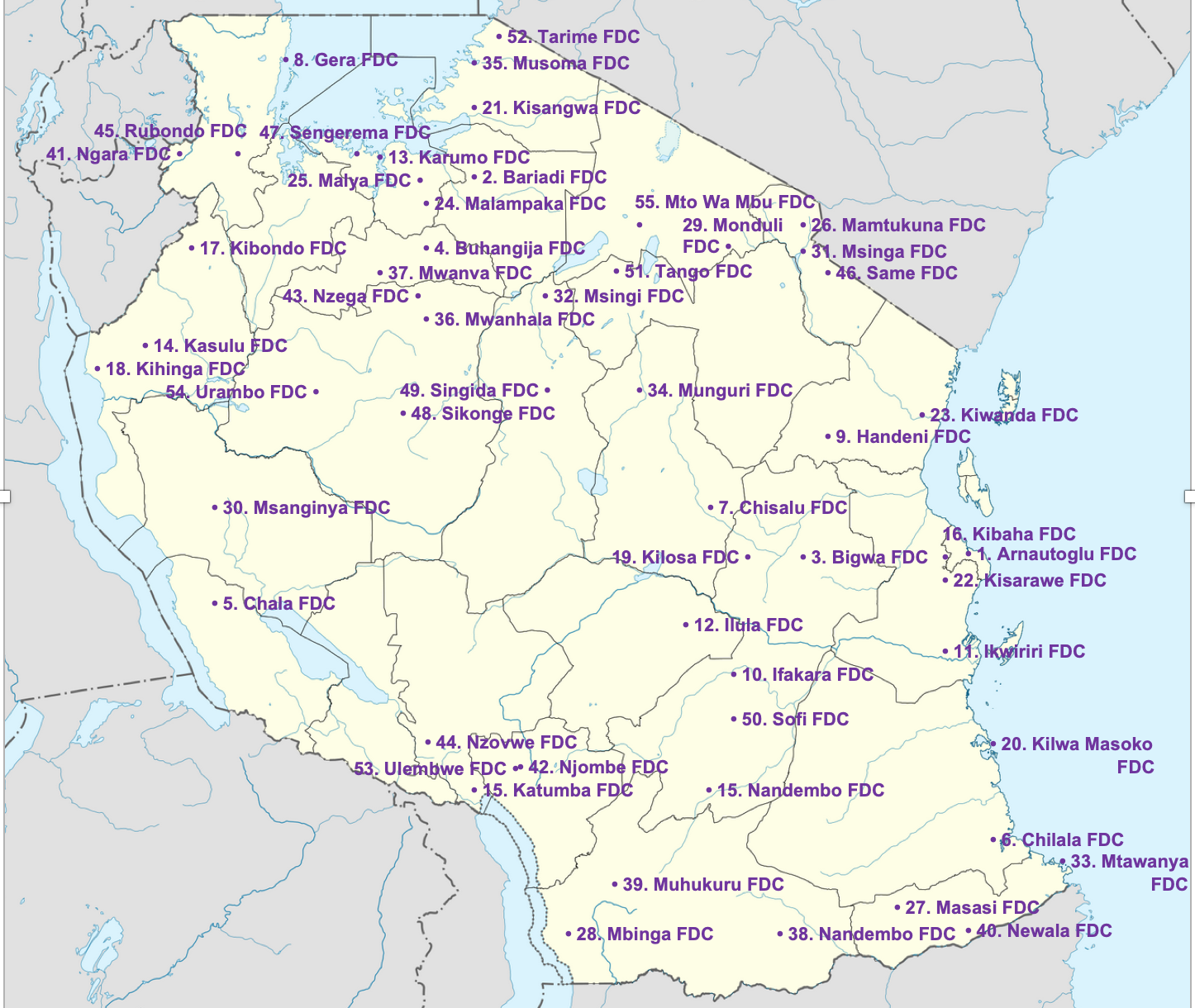
Karta över Folk Development Colleges, FDCs, lägen i Tanzania.

1. Arnautoglu FDC           (Göteborgs folkhögskola)
2. Bariadi FDC
3. Bigwa FDC                  (Valla folkhögskola)
4. Buhangija FDC
5. Chala FDC
6. Chilala FDC
7. Chisala FDC
8. Gera FDC
9. Handeni FDC              (Leksands folkhögskola, Stiftelsen Hantverk & Utbildning)
10. Ifakara FDC
11. Ikwiriri FDC                 (Wendelsbergs folkhögskola)
12. Ilula FDC                     (Färnebo folkhögskola)
13. Karumo FDC
14. Kasulu FDC
15. Katumba FDC             (Åredalens folkhögskola, Hola folkhögskola)
16. Kibaha FDC                (Fellingsbro folkhögskola)
17. Kibondo FDC
18. Kihinga FDC
19. Kilosa FDC
20. Kilwa Masoko FDC     (Löftadalens folkhögskola)
21. Kisangwa FDC
22. Kisarawe FDC            (Kvinnofolkhögskolan)
23. Kiwanda FDC
24. Malampaka FDC
25. Malya FDC
26. Mamtukuna FDC
27. Masasi FDC
28. Mbinga FDC
29. Monduli FDC              (Vindelns folkhögskola)
30. Msanginya FDC
31. Msinga FDC               (Tornedalens folkhögskola)
32. Msingi FDC
33. Mtawanya FDC
34. Munguri FDC              (Tornedalens folkhögskola)
35. Musoma FDC
36. Mwanahala FDC
37. Mwanya FDC
38. Nandembo FDC
39. Muhukuru FDC
40. Newala FDC
41. Ngara FDC
42. Njombe FDC             (Västerbergs folkhögskola)
43. Nzega FDC
44. Nzovwe FDC            (Hola folkhögskola)
45. Rubondo FDC
46. Same FDC               (Stensunds folkhögskola)
47. Sengerema FDC      (Hällefors folkhögskola)
48. Sikonge FDC
49. Singida FDC             (Jämshögs folkhögskola)
50. Sofi FDC
51. Tango FDC               (Fristads folkhögskola)
52. Tarime FDC
53. Ulembwe FDC          (Forsa folkhögskola)
54. Urambo FDC
55. Mto Wa Mbu FDC